# Nicola Pavarini
Nicola Pavarini (* 24. Februar 1974 in Brescia, Italien) ist ein ehemaliger italienischer Fußballtorhüter und aktueller Torwarttrainer.

## Karriere
Pavarini entstammt der Brescia-Calcio-Jugend und wurde 1995 in den Profibereich übernommen. In seiner ersten Profisaison wurde er an Cremapergo 1908 verliehen, um Erfahrungen zu sammeln. Danach gehörte er zum Kader Brescias, kam jedoch nur sporadisch zum Einsatz, sodass man sich 1999 entschied Pavarini weiter über Leihgeschäfte zu Spielpraxis zu bringen, weshalb er von 1999 bis 2001 an die SS Gualdo und an die AC Cesena verliehen war. Nachdem er zu Brescia zurückgekehrt war und bis 2002 keinen weiteren Ligaeinsatz erhalten hatte, wechselte er zur SSD Acireale Calcio, wo er ein Jahr lang spielte. Danach wechselte er zum Zweitligisten AS Livorno, mit dem er prompt den Aufstieg in die Serie A schaffte. Dennoch wechselte er 2004 zu Reggina Calcio, wo er bis 2006 unter Vertrag stand. Nach einem weiteren Jahr bei der AC Siena und der US Lecce schloss er sich 2007 dem FC Parma an, wo er in der zweiten Saison zum Stammspieler wurde und erneut in die Serie A aufsteigen konnte, in der der FCP seitdem spielt.

## Erfolge
- Aufstieg in die Serie A: 1996/97, 2003/04, 2008/09